# Тайдо
Тайдо (яп. 躰道) — японське бойове мистецтво, створене Сейкеном Шукуміне (1925–2001) у 1965 році. Тайдо сягає корінням у традиційне окінавське карате. Відчуваючи, що бойові мистецтва, зокрема карате, не адаптуються до потреб мінливого світу, Шукуміне вперше розробив стиль карате під назвою Генсейрю приблизно в 1950 році.
Тайдо практикується в десяти країнах, включаючи Японію, США, Австралію, Англію, Францію, Португалію, Швецію, Фінляндію, Нідерланди, Данію та Норвегію . Бойове мистецтво особливо популярно у Фінляндії.